# Entrepôt de céréales Bojana sur la Save
L'entrepôt de céréales Bojana sur la Save (en serbe cyrillique : Житни магацин на Сави-Војарна ; en serbe latin : Žitni magacin na Savi-Vojarna) est situé à Sremska Mitrovica, dans la province de Voïvodine, en Serbie. Il est inscrit sur la liste des monuments culturels de grande importance de la République de Serbie (identifiant no SK 1330).

## Présentation
Le bâtiment a été construit en 1774 pour le Neuvième régiment de la Frontière militaire de Petrovaradin.
Il occupe un volume d'environ 7 000 m3 et est recouvert d'un haut toit à deux pans. Spécialement destiné au stockage des denrées alimentaires, il est constitué de deux parties : l'une pour le stockage proprement et l'autre pour le transport des denrées. Les murs sont construits en briques et ils mesurent près d'un mètre de large. Les quatre façades sont rythmées par des fenêtres très simples et l'édifice comprend en tout six entrées réparties sur trois de ses côtés. L'ensemble a été conçu comme un bâtiment fonctionnel ; la décoration est limitée à une plinthe et à une corniche profilée courant au-dessous du toit.
Pendant la Seconde Guerre mondiale, l'entrepôt a servi de camp d'internement pour les soldats serbes emprisonnés.
Il constitue l'un des rares bâtiments à usage économique remontant au XVIIIe siècle et constitue un exemple important pour l'étude de l'architecture de la Frontière militaire.